# Arnold II Huyn van Amstenrade
Arnold II Huyn van Amstenrade (omstreeks 1525 - 1579), ook wel Arndt, Arnoldt van Amstenraedt, der Jonghe Joncker Arndt Huyne of Arnold II Huyn van Geleen genoemd, was heer van Geleen en zoon van Arnold I Huyn van Amstenrade en van Barbara van Maschereil. Hij was de eerste van het geslacht Huyn van Amstenrade die zich Huyn van Geleen ging noemen In 1577 was hij korte tijd militair gouverneur van Maastricht.

## Huwelijk en kinderen
Arnold trouwde in 1551 met Anna van Groesbeek (‘’Groysbeeck’’), dochter van Johan van Groesbeek en Bertha van Goor (Goer).

Kinderen uit dit huwelijk waren:
- Arnold III
- Willem
- Johan, eerst kanunnik te Luik, daarna getrouwd met Margaretha van Raesfelt, erfgename van Lüttringhausen. Na zijn vaders dood werd hij met de heerlijkheid Eijsden beleend.
- Anna (Maria), eerst kanunnikes te Munsterbilzen, daarna getrouwd met Willem de Lamargelle, heer van Eijsden.
- Agnes Huyn van Amstenrade, trouwde in 1586 met Karel van Hill (Hyll)

## Erfenis en bezittingen

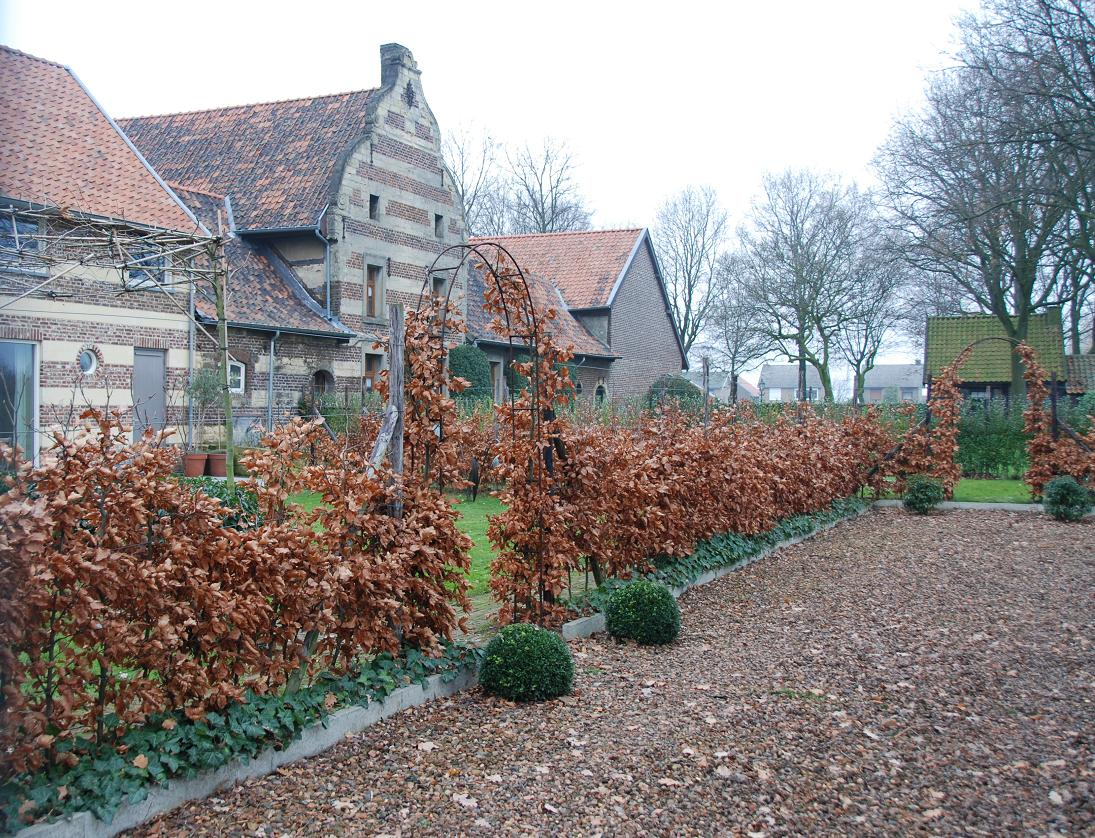
hoeve te Printhagen

Na de dood van zijn vader stond zijn moeder op 24 januari 1549 alle goederen die van het kasteel Sint-Jansgeleen afhankelijk waren aan hem af. Hiertoe behoorde ook de hoeve bij het het kasteel Sint-Jansgeleen, de twee hoeven van Printhagen, het leenhof en het oude huis bij de oude kerk van Spaubeek. Arnold nam hiermee officieel de plaats van zijn vader in.
Net als zijn vader wilde Arnold zijn bezit uitbreiden. Dit deed hij zowel in Geleen als in de omgeving van Maastricht.
- Op 28 juni 1550 kocht hij 2 bunder land te Borgharen.
- Op 23 augustus 1550 ruilde hij 10 bunder en 10 roeden land bij kasteel Sint-Jansgeleen, die in het bezit waren van de Duitse Orde, voor 10 bunder land te Limmel.
- Op 25 september 1550 kocht hij 1 bunder en 3 kleine roeden bij Maastricht.
- Op 25 januari 1551 kocht hij 3 bunder en 14 roeden bij Meerssen.
- Op 28 oktober 1552 kocht hij 3,5 morgen bij Borgharen.
- Op 16 juni 1554 werd hij beleend met het stokleen Dentgenbach te Kerkrade. Dit was een leen van de mankamer van ’s Hertogenrade.
- Op 18 december 1560 werd hij beleend met de Bergerhof. Deze hof lag tussen Driessche en Grijzegrubben en is voor 1880 afgebroken. Alleen de Bergerwerg bij hof Driessche herinnert nog aan het bestaan van de Bergerhof. Arnolds vader was reeds eerder eigenaar van de Bergerhof.
- Op 31 juli 1564 verwierf Arnold, ingevolge van cessie, Huis Witham bij Nieuwstadt van zijn schoonbroer Seger van Groesbeek.

## Verheffingen

### Verheffingen van panden
Arnold verhief de volgende panden :
- Op 7 september 1553 Hoef toe H. Johans-Geleen. Dit is de hoeve Genhoof in de Spaubeekse wijk Hoeve die hij van zijn vader had geërfd. Op deze datum werden ook andere leengoederen bij de Vroenhof te Beek verheven. Waarschijnlijk hoorde Kasteel Genbroek te Geverik hierbij.
- In 1553 en 1575 werd de hoef van den huize van Geleen te Beek en worden de beide hoeven van Printhagen verheven.

### Heerlijkheid Geleen
In 1555 volgde koning Filips II van Spanje zijn vader keizer Karel V op als heer der Nederlanden. Filips II zocht naar geld om zijn oorlog met Frankrijk te kunnen betalen. Hierdoor ging hij domeingoederen tot heerlijkheden samenvoegen om die vervolgens te verpanden.
Arnold ging samen met zijn achterneef Werner Huyn van Amstenrade zaken doen met Filips II. Het resultaat hiervan was dat Geleen en Spaubeek op 20 januari 1558 door Filips II tot heerlijkheid werden verheven. Arnold verkreeg de heerlijkheid in pand voor de som van 3.050 carolusguldens. Hierdoor mocht hij zich voortaan officieel 'Heer van Geleen' noemen, een titel die zijn vader reeds voerde.
Na zijn benoeming tot drossaard van het Land van Valkenburg en tot gouverneur en Kapitein-generaal van de landen van Overmaas gaf Arnold II in 1575 de heerlijkheid Geleen over aan zijn zoon Arnold III.
De Heerlijkheid Geleen zou bijna een eeuw lang blijven bestaan, voordat het in 1654 overging in het graafschap Geleen.

### Heerlijkheid Eijsden
Filips II verpandde hem op 23 februari 1559 de hoge, lage en 'middele' jurisdictie van het kerspel Eijsden. Voor 3.750 carolusgulden werd deze tot de heerlijkheid Eijsden verheven. Tot Arnolds dood in 1579 heeft hij op kasteel Eijsden gewoond.
Na Arnolds dood ging het pandrecht over op zijn zoon Johan. Op 30 september 1616 werd de koopsom van de heerlijkheid afgelost, waardoor het pandheerschap werd opgeheven.

## Kasteel Sint-Jansgeleen
Desondanks dat Arnold op kasteel Eijsden woonde, zorgde hij voor zijn ouderlijk huis Kasteel Sint-Jansgeleen. In 1567 liet hij een kleine kapel uit mergel optrekken. Boven deze kapel liet hij het wapen van Huyn en Van Groesbeek met het jaar 1567 aanbrengen.
De wapensteen boven de ingangspoort geeft aan dat in 1571 belangrijke bouwwerkzaamheden aan kasteel Sint-Jansgeleen zijn verricht.

## Titels buiten de heerlijkheden Geleen en Eijsden

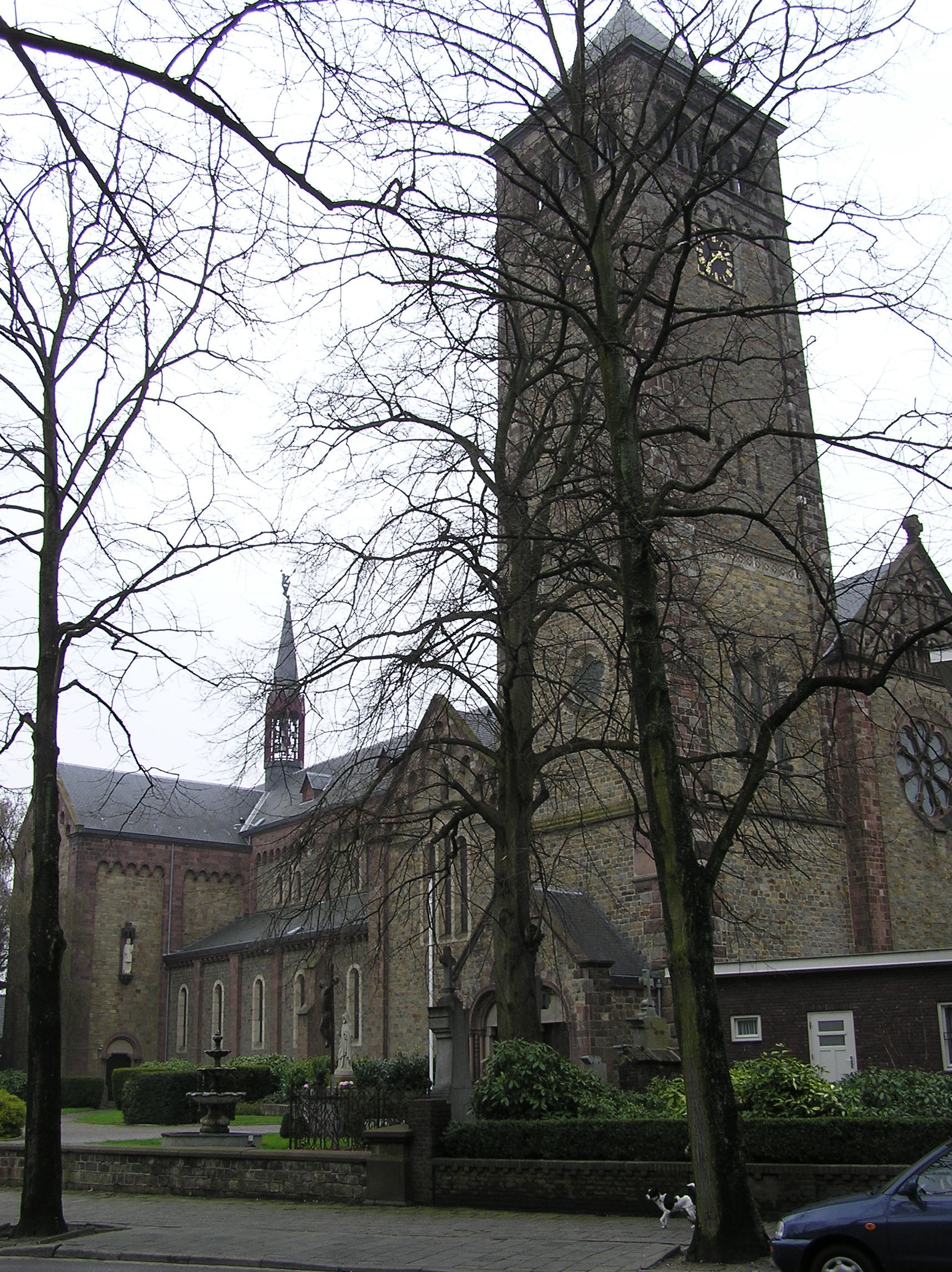
De neoromaanse Sint Martinuskerk van Beek

Buiten de heerlijkheid Geleen verkreeg Arnold II de volgende titels:
- Op last van Alva werd Arnold in september 1570 benoemd tot lid van de commissie, die gedurende vier jaar 22.000 Brabantse guldens moest innen van de leengoederen in het Land van Valkenburg ter afkoping van de Tiende, Twintigste en Honderdste Penning.
- In 1574 werd Arnold benoemd als gouverneur en kapitein-generaal van de Landen van Overmaas.
- Op 23 november 1574 werd hij benoemd als drossaard van het Land van Valkenburg.
- Op 30 maart 1577 werd hij door de Staten-Generaal van de Nederlanden benoemd als gouverneur van Maastricht. Op 29 april 1577 legde hij de eed van trouw af aan de koning van Spanje en aan de prins-bisschop van Luik, zijn zwager Gerard van Groesbeek. Om gouverneur te worden was het noodzakelijk toestemming te verkrijgen van de ambachten van Maastricht. Op 30 mei 1577 sloot hij zich om die reden bij het ambacht der cremers (kooplieden) aan.[bron?] Hij legde het gouverneursambt in het najaar van 1577 alweer neer omdat hij onenigheid kreeg met de Maastrichtse ambachten over de aanwezigheid van Waalse troepen in hun stad.

## Overlijden
Arnold overleed in 1579 en werd in de Sint-Martinuskerk van Beek begraven. Toen zijn echtgenote Anna van Groesbeek in 1612 overleed, werd zij in hetzelfde graf bijgezet. De gemeenschappelijke grafsteen werd in maart 1990 herontdekt en opgegraven. Deze lag een halve meter onder de huidige kerkvloer voor het priesterkoor.